# Marc Bolland
Pour les articles homonymes, voir Marc Bolland (homme d'affaires) et Bolland (homonymie).
Marc Bolland, né le 21 mars 1963 à Saint-Remy est un homme politique belge wallon, membre du PS. Il est le fils de l’ancien gouverneur de la province de Liège, Paul Bolland.

## Biographie
Marc bolland naît le 21 mars 1963 à Saint-Remy. Il obient une licence en Droit à l'Université de Liège et se spécialise. Il intègre la Smap et en devient l'un des secrétaires généraux de 1998 à 2004. Il co-fonde et préside le fonds de pension Ogeo Fund de l'Intercommunale Tecteo jusqu'en 2009.

### Carrière politique

#### Au niveau local
Engagé en politique au sein du Parti socialiste, il devient président du CPAS de Blegny d'août 1992 à octobre 1995, il devient ensuite secrétaire parlementaire de Gustave Hofman. Élu conseiller communal à Blegny en octobre 1994, il devient échevin en janvier 1998. En janvier 2001, il accède à la fonction de premier échevin, chargé notamment des Travaux publics.
En janvier 2003, il succède à Jean Bastin comme bourgmestre de Blegny. Cette élection marque la première fois qu'il ceint l'écharpe maïorale, lors d'une cérémonie où il prête serment devant le gouverneur de la province de Liège, son père Paul Bolland. Il est réélu en 2006 et 2012, sa liste obtenant à chaque fois la majorité absolue au conseil communal.
Après avoir dirigé la commune durant 20 ans, Marc Bolland a cédé volontairement, le vendredi 24 mars 2023, son siège de bourgmestre,.

#### Au niveau régional
En 2009, il se présente aux élections régionales dans l'arrondissement de Liège. Avec 5.879 voix de préférence, il obtient un siège au Parlement wallon. Il participe aux travaux de plusieurs commissions. Il dépose en janvier 2010 une proposition visant à réviser la législation sur le financement des fabriques d'église. En octobre 2011, il soumet une résolution visant à mieux encadrer l'installation de lotissements privatisés dans les communes rurales.
En 2012, il se positionne contre un projet favorisant les noyaux d'habitat au détriment des zones rurales et plaide pour une meilleure coopération entre les centres urbains et leurs périphéries. De 2011 à 2014, il préside une commission du Conseil parlementaire interrégional, où il s'intéresse notamment aux relations avec la Communauté germanophone. En mai 2013, il propose un décret destiné à promouvoir les langues régionales au sein du Parlement de la Fédération Wallonie-Bruxelles.
Anticipant les conséquences du décret sur le décumul des mandats adopté pendant la législature 2009-2014, Marc Bolland choisit de ne pas se représenter aux élections régionales de 2014, préférant se consacrer à ses responsabilités locales.

### Autres activités
Marc BOLLAND a été fondateur directeur du fonds d'investissement INVEST FOR JOBS ( www.investforjobs.be ) créé à l'initiative de la fédération des industries belges AGORIA et des organisations syndicales de ce secteur.
Depuis 2023, il développe des activités en Afrique (Cameroun, Bénin, Gabon,...) au travers de structures qu'il a mises en place avec différents partenaires commerciaux et industriels. Ces initiatives s'inscrivent dans une vision globale de la relation économique, mettant en avant les atouts des PME et étant attentives aux aspects culturels et sociaux[réf. nécessaire].

## Fonctions politiques
- Conseiller communal de Blegny (1995-2023)
  - Président du CPAS de Blegny (août 1992-octobre 1995)
  - Échevin des Travaux publics (1998-2001)
  - Premier échevin (2001-2003)
  - Bourgmestre de Blegny (2003-2023), succédant à Jean Bastin
- Député au Parlement wallon :
  - depuis le 23 juin 2009 au 25 mai 2014